# Гіка-топенант

Гіка-топенант бермудського шлюпа

Гіка-топенант — снасті, що йдуть з топа щогли до нока гіка (подібно топенантам рей) і служать для підтримки останнього в горизонтальному положенні. Крім того, на гік на 1/3 відстані від нока вибленковим вузлом кріпиться трос з двома огонами на кінцях — гіка-топенант-штерти, через них проходить гіка-топенант. Замість гіка-топенанта може використовуватися лейзі-джек, що кріпиться по всій довжині гіка.
Невеликі човни з гіком часто не мають гіка-топенанта, гік у них утримується лише вертлюгом.